# Awahi
Awahi (Avahi) – rodzaj ssaków naczelnych z rodziny indrisowatych (Indridae).

## Rozmieszczenie geograficzne
Rodzaj obejmuje gatunki występujące na Madagaskarze.

## Morfologia
Długość ciała (bez ogona) 23–33 cm, długość ogona 26,5–40 cm; masa ciała 830–1300 g.

## Systematyka
Rodzaj zdefiniował w 1834 roku francuski zoolog i paleontolog Antoine Jacques Louis Jourdan w artykule na temat nowego rodzaju czworonogów należących do lemurowatych, opublikowanym w czasopiśmie L’Institut. Gatunkiem typowym jest awahi wełnisty (A. laniger).

### Etymologia
- Avahi (Avahis): malgaska nazwa avahi używana wśród plemienia Betanimena na określenie awahi wełnistego[11].
- Microrhynchus: gr. μικρος mikros ‘mały’; ῥυγχος rhunkhos ‘pysk, ryj’[12]. Gatunek typowy: Lemur laniger J.F. Gmelin, 1788.
- Habrocebus: gr. ἁβρος habros ‘wdzięczny, powabny’; κηβος kēbos ‘długoogoniasta małpa’[13]. Gatunek typowy: Wagner wymienił dwa gatunki – Lemur lanatus Wagner, 1840 (= Lemur laniger J.F. Gmelin, 1788) i Propithecus Diadema Bennett, 1832 – z których gatunkiem typowym jest (późniejsze oznaczenie)[14] Lemur lanatus Wagner, 1840 (= Lemur laniger J.F. Gmelin, 1788).
- Semnocebus: gr. σεμνος semnos ‘czcigodny, nobliwy’; κηβος kēbos ‘długoogoniasta małpa’[15]. Gatunek typowy (oznaczenie monotypowe): Semnocebus  avahi Lesson, 1840 (= Lemur laniger J.F. Gmelin, 1788).
- Iropocus: gr. ιρις iris, ιριδος iridos ‘tęcza’; ποκος pokos ‘wełna, runo’[16]. Gatunek typowy (oznaczenie monotypowe): Lemur laniger J.F. Gmelin, 1788.

### Podział systematyczny
Do rodzaju należą następujące gatunki:
| Grafika | Gatunek                | Autor i rok opisu | Nazwa zwyczajowa  | Podgatunki         | Rozmieszczenie geograficzne | Podstawowe wymiary                        | Status IUCN |
| ------- | ---------------------- | --- | ----------------- | ------------------ | --- | ----------------------------------------- | ----------- |
|         | Avahi laniger          | (J.F. Gmelin, 1788) | awahi wełnisty    | gatunek monotypowy | od rzeki Bemarivo na południe do rzek Mangoro i Nesivolo | DC: 28–32 cm DO: 30–37 cm MC: 1,1–1,3 kg  | VU          |
|         | Avahi mooreorum        | Lei Runhua, Engberg, Andriantompohavana, McGuire, Mittermeier, Zaonarivelo, Brenneman & Louis, 2008                                  | awahi rudoogonowy | gatunek monotypowy | znany tylko z Parku Narodowego Masoala | DC: 28–33 cm DO: 29–37 cm MC: około 920 g | EN          |
|         | Avahi peyrierasi       | Zaramody, Fausser, Roos, Zinner, Andriaholinirina, Rabarivola, Norscia, Tattersall & Rumpler, 2006                                   | awahi dżunglowy   | gatunek monotypowy | na południe od rzek Mangoro i Nesivolo (lasy Manara, Vatoalatsaka, Sangalampona, Mahasoarivo i Ranomafana)                                                       | DC: 26–32 cm DO: 28–34 cm MC: 1–1,1 kg    | VU          |
|         | Avahi betsileo         | Andriantompohavana, Lei Runhua, Zaonarivelo, Engberg, Nalanirina, McGuire, Shore, Andrianasolo, Herrington, Brenneman, & Louis, 2007 | awahi brązowawy   | gatunek monotypowy | las klasyfikowany Bemosary (Fandriana); granice zasięgu być może od rzeki Mangoro na południe do rzeki Mananjary                                                 | DC: 26–31 cm DO: 28–34 cm MC: 1–1,2 kg    | EN          |
|         | Avahi ramanantsoavanai | Zaramody, Fausser, Roos, Zinner, Andriaholinirina, Rabarivola, Norscia, Tattersall & Rumpler, 2006                                   | awahi reliktowy   | gatunek monotypowy | znany tylko z rezerwatu specjalnego Manombo i lasu Agnalazaha | DC: 24–31 cm DO: 33–40 cm MC: 900–1000 g  | VU          |
|         | Avahi meridionalis     | Zaramody, Fausser, Roos, Zinner, Andriaholinirina, Rabarivola, Norscia, Tattersall & Rumpler, 2006                                   | awahi samotny     | gatunek monotypowy | najwyraźniej ograniczony do Parku Narodowego Andohahela i obszaru Sainte-Luce                                                                                    | DC: 23–29 cm DO: 30–33 cm MC: 1–1,1 kg    | EN          |
|         | Avahi occidentalis     | (Lorenz, 1898) | awahi zachodni    | gatunek monotypowy | na północ i wschód od rzeki Betsiboka do zatoki Narinda i Parku Narodowego Ankarafantsika; być może izolowana populacja w regionie Ankarana                      | DC: 27–30 cm DO: 31–38 cm MC: 830–1000 g  | VU          |
|         | Avahi cleesei          | Thalmann & Geissmann, 2005 | awahi ociężały    | gatunek monotypowy | obszar Tsingy de Bemaraha (lasy Ankindrodro, Ankinajao i Ambalarano), na północ od rzeki Manambolo; północne granice zasięgu niejasne                            | DC: 23–31 cm DO: 32–36 cm MC: 830–980 g   | CR          |
|         | Avahi unicolor         | Thalmann & Geissmann, 2000 | awahi sambirański | gatunek monotypowy | region Sambirano, włącznie z półwyspem Ampasindava; być może na północ do rzeki Sambirano i na południe do rzeki Andranomalaza; zakres wysokości: 0–700 m n.p.m. | DC: 23–31 cm DO: 26–30 cm MC: 830–920 g   | CR          |

Kategorie IUCN:  VU  – gatunek narażony,  EN  – gatunek zagrożony,  CR  – gatunek krytycznie zagrożony.